# Daniel Mercier
Pour les articles homonymes, voir Mercier.
Daniel Mercier (1892–1914) est un footballeur international français mort pour la France.

## Biographie
Électricien, son poste de prédilection au football est arrière. Il compte trois sélections en équipe de France de football, France–Belgique à Gentilly au stade de la F.G.S.P.F le 3 avril 1910, Angleterre amateur–France au stade Goldstone Ground à Brighton le 16 avril 1910, Italie–France au Arena Civica à Milan le 15 mai 1910.
Soldat du 103e régiment d'infanterie lors de la Première Guerre mondiale, il meurt au combat au cours de la bataille des Frontières. Mercier est décoré de la médaille militaire et de la Croix de guerre avec étoile de bronze à titre posthume.

### Clubs successifs
- Étoile des Deux Lacs
- Étoile sportive du XIIIe[5]

### Carrière
Vingt : c'est le nombre de buts encaissés par l'équipe de France au cours des trois matches qu'elle disputa en 1910. Mercier fut impliqué dans les trois mésaventures, et sa responsabilité du fait de son poste, largement engagée. Néanmoins, la presse écrivit « le meilleur arrière fut incontestablement Mercier, très adroit et très vite, il dégage puissamment, mais sans direction » après le match contre la Belgique, puis « Mercier fut excellent sous tous les rapports » après celui contre les Anglais.